# 周天翔
周天翔（1917年—1978年10月20日），台湾政要，台湾电视业、机电工程界元老。台湾媒体现代化奠基人。浙江奉化人。

## 生平
1917年，生于浙江奉化溪口镇大橋東門。兄周天健，中将。父周淡游，辛亥革命元勋。
早年毕业于湖南大学电机工程系。后赴美国留学，在哈佛大学研究生院进修。
1948年，归国，在中华民国国有企业任职。曾任中央电工器材厂副工程师。1949年，赴台湾，继续在中国国民党官办企业任职，历任台湾糖业公司（简称“台糖”）东港糖厂厂长、屏东总厂副总厂长。后转入外交界，曾任中华民国政府派驻日本、英国外交代表、监察人等职。
曾任台湾省检验局局长。曾任台湾多家官办大型企业董事、顾问等职，包括台湾机械董事、中国广播公司董事、台湾航业顾问等职。也是国立台湾大学兼职教授，兼任中华民国政府经济、工业顾问。

## 台视
周是台湾电视业元老、台湾媒体现代化奠基人之一。1961年，领导筹办台湾电视公司，出任「臺灣電視事業籌備委員會」籌備處處长。1962年4月28日，台湾电视公司成立，周任总经理长达13年。任职期间，开创台湾现代电视业，功绩卓著，颇受赞誉。期间破费新台币四百万元拍攝電視劇《玉釵盟》，是台湾二战后早期电视剧代表作。
曾主持创立台湾第一座电视台工程、台湾第一台彩色电视节目工程、台湾首次人造卫星转播中继工程等台湾现代媒体工程。创办著名的《电视周刊》，是第一任發行人，任期1962年10月至1974年6月。
1970年3月6日，主持成立中華民國電視學會，是首任理事长。

## 台湾机电
周是台湾机电工程界元老，在台湾电机业界享有盛名。1978年，出任敬业电子董事长。曾任中国电机工程师学会理事长、中华民国电视学会理事长等学会领导职务。1974年，获得中國電機工程學會电机工程奖章。